# Ellmau
Ellmau település Ausztriában, Tirolban a Kufsteini járásban található. Területe 36,4 km², lakosainak száma 2700 fő, népsűrűsége pedig 74 fő/km² (2014. január 1-jén). A település 820 méteres tengerszint feletti magasságban helyezkedik el. A Ski Welt síterep része.
Ellmau nagyon festői vidék a híres Wilder Kaiser-hegység meredek erdős és rétes dombjai közelében. A falu egy nagyon népszerű üdülőhely télen és nyáron is. Télen számos téli sportolási lehetőség van a helyi sípályákon, nyáron a terület ideális a séta, hegyi kerékpározás és a hegymászás számára.

## Fekvése
Kufsteintől délkeletre fekvő település.

## Története
Ellmaut 1153-1156 között a Herrenchiemsee-kolostor dokumentumában említették először. Ellmau 1240 körül a Söllland-i udvarhoz tartozott, amely Scheffaut és  Niederaut foglalta magába. 1217-től 1817-ig a Chiemsee-i egyházmegyéhez tartozott. Ellmau eredetileg Söll-plébániájához tartozott, amelyet a Salzburgi főegyházmegyéhez rendeltek. 1214-ben említették először az Ellmaui templomot, amely ekkor Söllhöz tartozott. Szent Mihály-templomát 1426-ban említették először, mint gótikus épületet magas oltárral és két mellékoltárral. 1740-1746-ban a templomot egy nagyobb barokk épület váltotta fel. 
Ellmau ismert kereskedelmi központ volt. A középkorban Tirol földesurainak kezén volt. Mivel a falu Kufstein és Innsbruck közötti útvonalon fekszik, 1616 körül Elmauban egy posta épült, amelyet a Kaisermann család vezetett egészen a 20. századig. 
Ellmau mára turisztikai központtá fejlődött. A környék harmadik legnagyobb síközpontja a Brixen-völgyben fekvő Wilder Kaiser a helyet egy nagy sírégióvá tette.

## Nevezetességek
- Szent Mihály plébániatemplom
- Farmház Wegmacher: Heimatmuseum

## Fordítás
- Ez a szócikk részben vagy egészben  az   Ellmau című angol Wikipédia-szócikk ezen változatának fordításán alapul.  Az eredeti cikk szerkesztőit annak laptörténete sorolja fel. Ez a jelzés csupán a megfogalmazás eredetét és a szerzői jogokat jelzi, nem szolgál a cikkben szereplő információk forrásmegjelöléseként.